# 第16次西成暴動
第16次西成暴動（だい16じにしなりぼうどう）とは、1972年（昭和47年）8月に大阪府大阪市西成区のあいりん地区（通称釜ヶ崎）で発生した日雇い労働者による暴動事件。「第16次釜ヶ崎暴動」ともいう。

## 事件の発端
第14次西成暴動以降、釜ヶ崎共闘会議と右翼暴力団との間で対立が深まっていった。1972年7月2日には、釜ヶ崎共闘会議のメンバーに間違われた労働者が右翼に拉致され、阿倍野区の近鉄百貨店近くに縛り付けられる事件が発生し、一触即発の事態を迎えつつあった。
そんな最中、8月13日夜から釜ヶ崎共闘会議主催による夏祭りが開かれることになった。

## 事件の概要
1972年8月13日夜、釜ヶ崎共闘会議主催の夏祭りが開催された。祭りそのものは平穏に終わったが、その直後、右翼団体の大日本正義団が祭会場に乗りつけ、釜共闘の会場スタッフにいきなり殴りかかり、揉み合いになった。その後、西成警察署から警察官が出動し、両者の間に分け入ったため、翌日午前0時30分頃に沈静化した。この事件で右翼7人と日雇い労働者3人を逮捕した。
祭りは翌日以降も続いた。8月15日夜も盆踊りが行われたが、ある活動家が「仲間が逮捕された。抗議しよう！」とアジり、一転して抗議集会に早変わりした。そして約1,000人の日雇い労働者が西成署に押しかけ、警官隊と衝突した。この事件では10人以上が逮捕された。
また翌日の8月16日も暴動が起こっている。